# Przysieka (województwo lubuskie)
Przysieka (niem. Steinhöfel) – wieś w Polsce położona w województwie lubuskim, w powiecie strzelecko-drezdeneckim, w gminie Zwierzyn.
W latach 1975–1998 miejscowość położona była w województwie gorzowskim.